# Apatrullando la ciudad
«Apatrullando la ciudad» es una canción compuesta por Santiago Segura. Formó parte de la banda sonora de Torrente, el brazo tonto de la ley, y fue interpretada originalmente por El Fary.

## Antecedentes
Además de escribir y dirigir Torrente, el brazo tonto de la ley, Santiago Segura se encargó de la composición del sencillo en 1998, el cual aparece junto con los créditos iniciales. Al comienzo de la película, el protagonista coloca un casete en el equipo de música de su vehículo, mientras recorre las calles de un barrio donde se comenten abundantes delitos, y lleva el ritmo al son de la voz de El Fary. En 2012, el propio Segura interpretó la canción para el programa Tu cara me suena.